# Kaliumtartrat
Kaliumtartrat förekommer i neutral och sur form.
Neutralt kaliumtartrat, K2C4H4O6-1/2H2O, eller neutralt vinsyrat kali, bildar färglösa, monoklina kristaller som är lösliga i vatten till en neutralt reagerande lösning, men olösliga i sprit. Saltet erhålls genom neutralisation av ren vinsyra eller ren vinsten, med rent kaliumkarbonat i vattenlösning som indunstas till kristallisation.
Surt kaliumtartrat, kaliumvätetartrat KC4H5O6, eller surt vinsyrat kali, vinsten, är ett fint vitt, luktfritt pulver med syrlig smak, svårlösligt i vatten, men olösligt i sprit. Vid upphettning avger det en karamelliknande doft och efterlämnar som aska en blandning av kol och kaliumkarbonat.

## Användning
Neutralt kaliumtatrat har användning inom medicinen och kan användas för att avsyra vin.
Surt kaliumtartrat, se vinsten.